# Valdefuentes de Sangusín

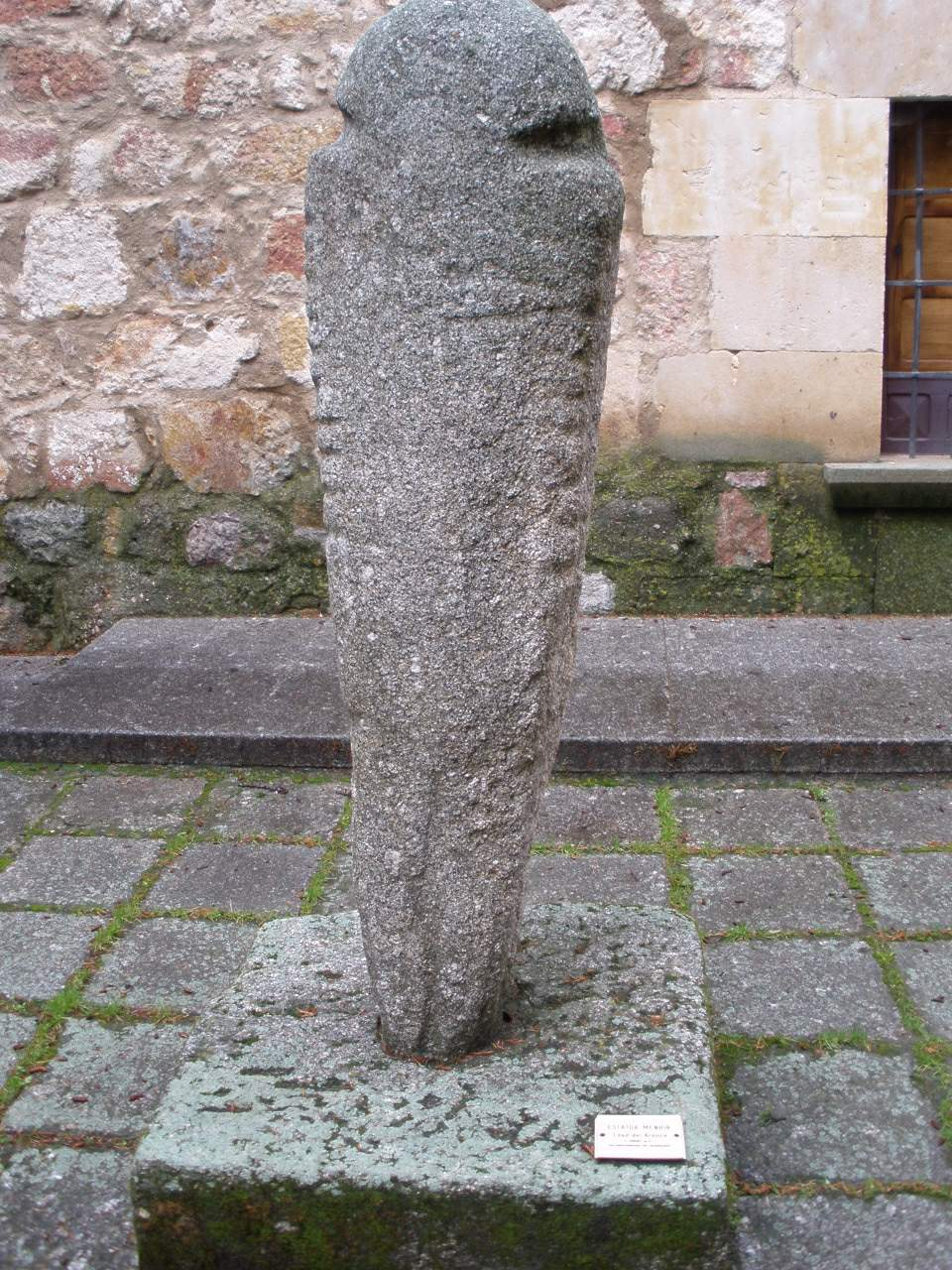
Estatua-menhir de Valdefuentes, 2300/1900 A. C., Edad del Bronce inicial, hoy en el Museo de Salamanca

Valdefuentes de Sangusín es un municipio y localidad española de la provincia de Salamanca, en la comunidad autónoma de Castilla y León. Se integra dentro de la comarca de la Sierra de Béjar. Pertenece al partido judicial de Béjar.
Su término municipal está formado por un solo núcleo de población, ocupa una superficie total de 34,56 km² y según los datos demográficos recogidos en el padrón municipal elaborado por el INE en el año 2017, cuenta con una población de 217 habitantes.

## Toponimia
El nombre de Valdefuentes parece derivar de los muchos parajes que se llaman fuentes en la localidad, por ejemplo: Fuente la Peña, Fuente Jerrero, Fuente de Sojernandez, Fuente la Clica, Fuente del Rompinal, Fuente del Trasantiago, Fuente Rarranco, Fuente de la Morena, Fuente del Beso, Fuente del chorro el Espinar, Fuente del Palancar, Fuente Regajo, Fuente de la Tejera, Fuente del Solograr, Fuente de Pajar, Fuente de Alonso, Fuente de los Álamos, Fuente de la Mina, Fuente del Remellado, Fuente de la Ermita, Fuente de los Lobos, Fuente de la Enamorada, Fuente del Fresno. Fuente de la Tejera, Fuentebuena, Fuente del Corral, Fuente del Clavel, Fuente de Machaculos, Fuente Gogil, Fuente de la Cantanilla, Caño de tía Tila, Caños de los Chorros, Caño del señor Cura, Caño de Gogil, Caño de la Tejera, Caño del cañal.
La segunda parte del nombre tiene su origen en el río Sangosín o Sangusín, documentado como Salgosin en textos medievales. En un documento donde Alfonso VIII fija términos al concejo de Plasencia, fechado en 1189, se lee 

ad somum de Salgosin, et de Salgosin ad iusum

; también en el Libro de la Montería de Alfonso XI (1350): 

por çima de la cunbre del moljniello contra salgosin et la otra de parte de sancta maria del llano fasta el Río de alagon

. Sin duda hay que interpretar Sangosín como originado en SALĬCŌSU- ‘abundante en sauces’ con un sufijo diminutivo. Son frecuentes en efecto en la región las galerías arbóreas dominadas por especies del género Salix, escoltando a los arroyos en formación lineal, a veces impenetrable.

## Geografía
Este pueblo limita con diez pueblos, por eso su extensión es tan grande, y son los siguientes La Calzada, Valdehijaderos, Horcajo, Cristóbal, San Esteban, Los Santos, Valdelcasa, Valverde, Peromingo y Navalmoral.

## Historia
La fundación de Valdefuentes se remonta a la repoblación llevada a cabo por el rey Alfonso IX de León en torno a 1227, cuando este monarca creó el concejo de Montemayor del Río, en el que quedó integrado Valdefuentes de Sangusín, dentro del Reino de León.
Fue centro de batallas en la guerra de Sucesión, cuando se debatía España entre los partidarios del Archiduque de Austria y Felipe V.
Con la creación de las actuales provincias en 1833, Valdefuentes fue englobado en la provincia de Salamanca, dentro de la Región Leonesa.
En aquellos tiempos la ermita era la iglesia del pueblo, que tenía una casa donde habitaba el ermitaño que cuidaba la ermita, también una hermosa fuente o caño con un hermoso pilón donde apagaban su sed los peregrinos que acudían a visitar a tan venerada madre.

## Geografía humana

### Demografía
Cuenta con una población de 189 habitantes (INE 2024).
| Gráfica de evolución demográfica de Valdefuentes de Sangusín entre 1857 y 2021 |
| |
| Población de derecho según los censos de población del INE Población de hecho según los censos de población del INEEn estos censos se denominaba Valdefuentes: 1842, 1857, 1860, 1877, 1887, 1897, 1900 y 1910 |

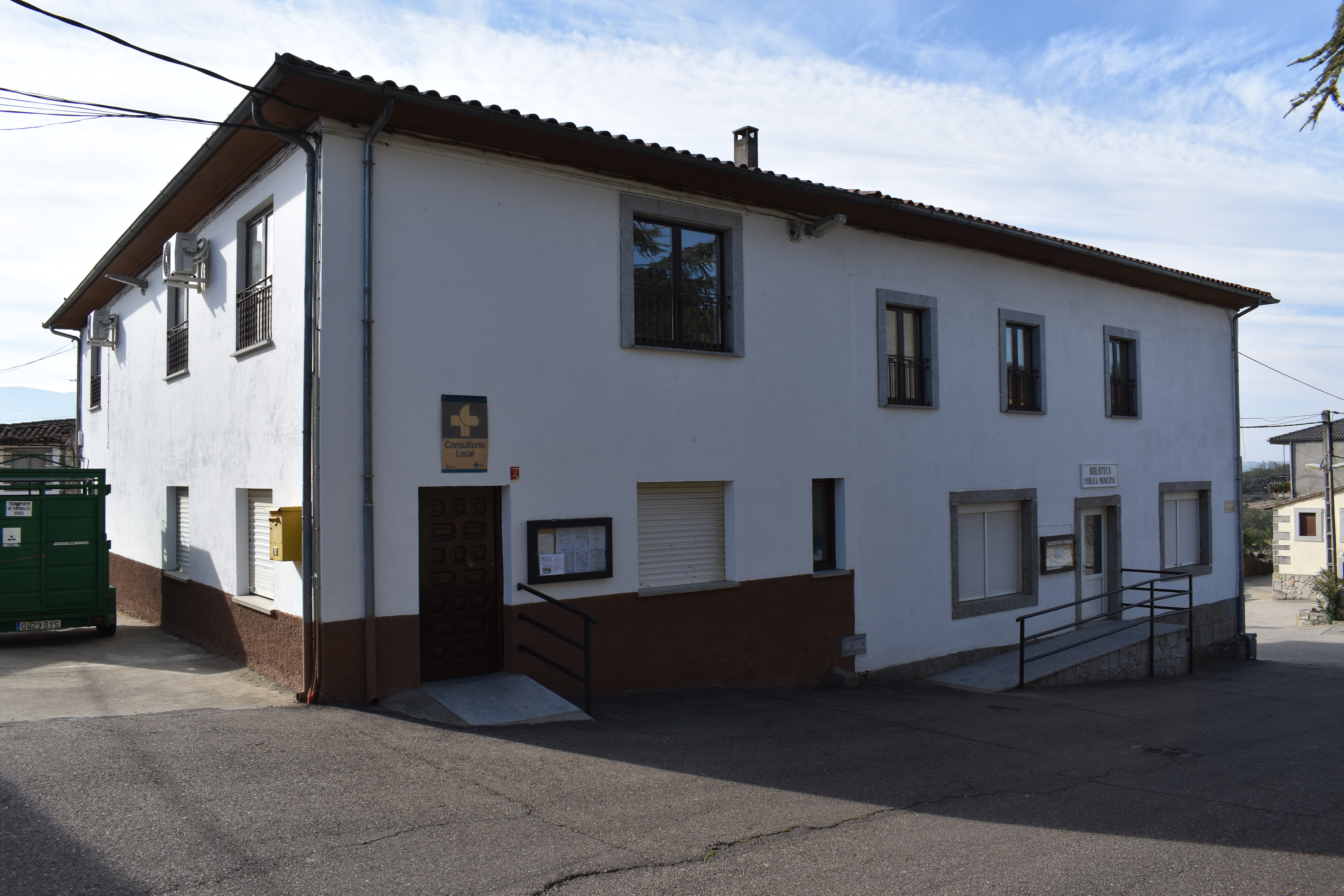
Consultorio médico y biblioteca

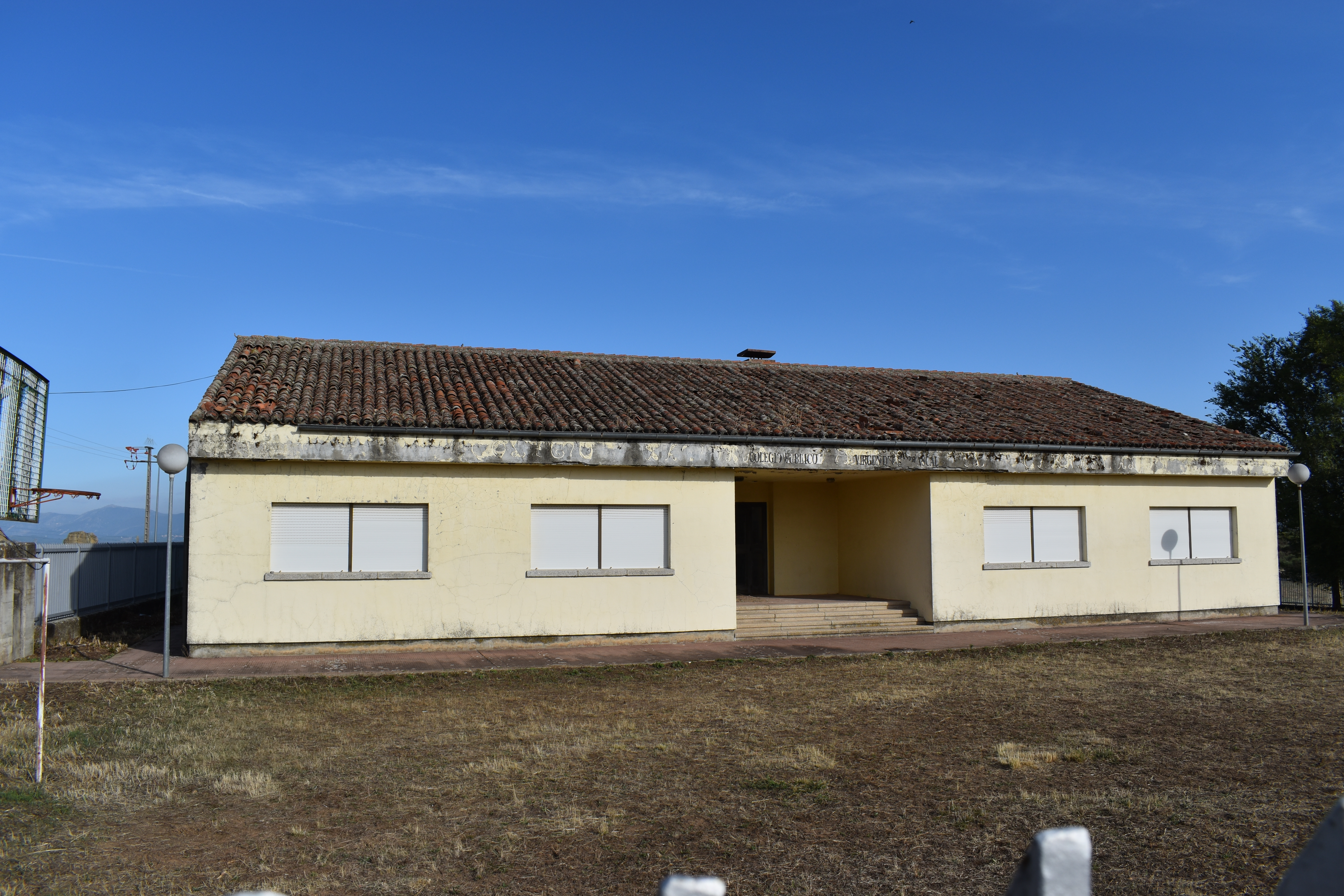
Virgen del Carrascal

Según el Instituto Nacional de Estadística, Valdefuentes de Sangusín tenía a, 31 de diciembre de 2019, una población total de 196 habitantes, de los cuales 110 eran hombres y 86 mujeres. Respecto al año 2000, el censo refleja 331 habitantes, de los cuales 166 eran hombres y 165 mujeres. Por lo tanto, la pérdida de población en el municipio para el periodo 2000-2019 ha sido de 135 habitantes, un 41% de descenso.

### Economía
Tiene buenos huertos que le dan muchas patatas, alubias, y remolacha. Tiene buenos viñedos, de los que obtiene un buen vino y excelente aguardiente, así como buen monte de encinas que le dan muchas bellotas para engordar la matanza, y buena leña para la calefacción.

## Administración y política

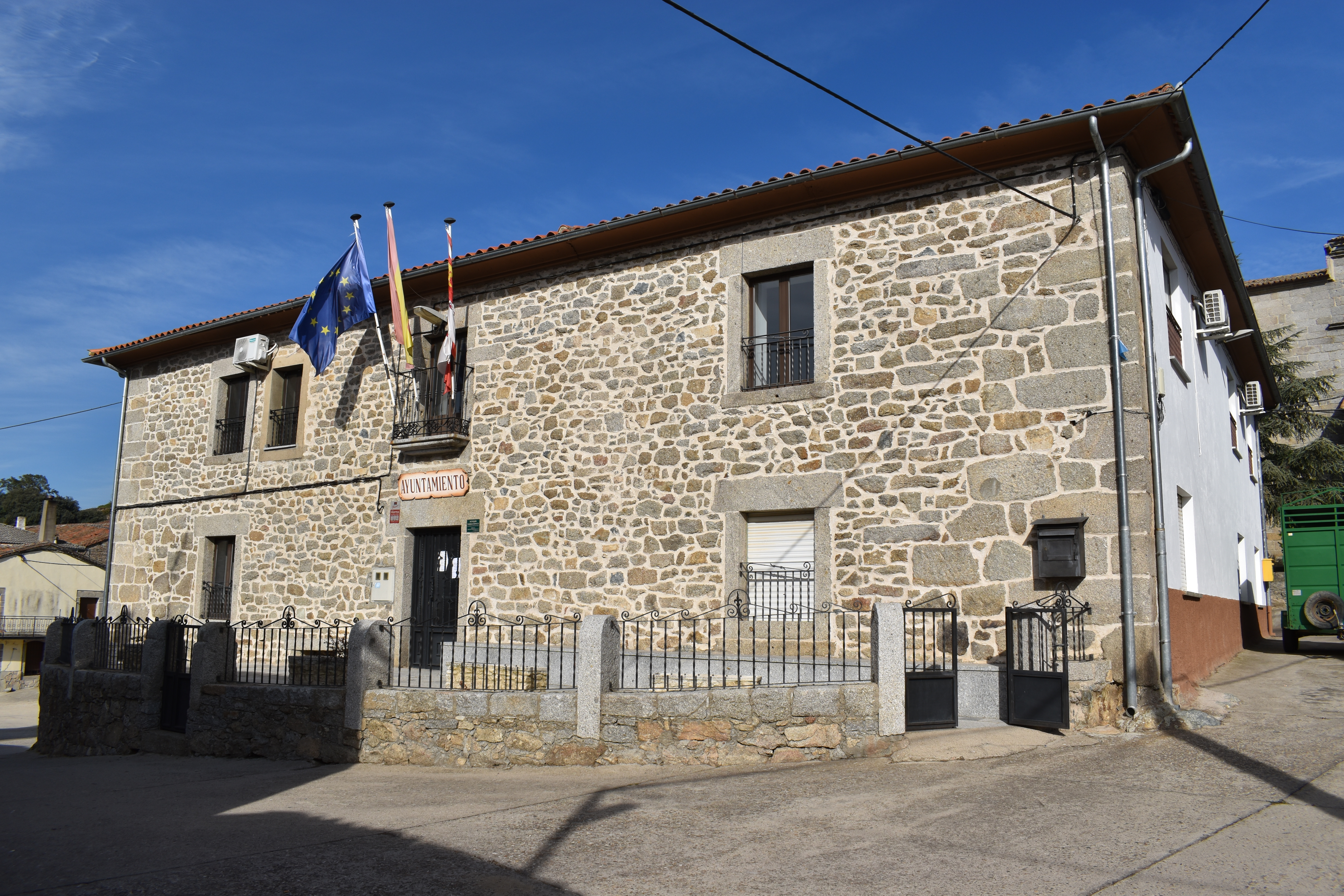
Casa consistorial

| Partido político                         | 2019  | 2019  | 2019       | 2015  | 2015  | 2015       | 2011  | 2011  | 2011       | 2007  | 2007  | 2007       | 2003  | 2003  | 2003       |
| Partido político                         | %     | Votos | Concejales | %     | Votos | Concejales | %     | Votos | Concejales | %     | Votos | Concejales | %     | Votos | Concejales |
| Partido Popular (PP)                     | 62,16 | 92    | 5          | 61,15 | 96    | 4          | 69,11 | 132   | 5          | 37,89 | 86    | 3          | 52,61 | 131   | 4          |
| Partido Socialista Obrero Español (PSOE) | 28,38 | 42    | 0          | 27,39 | 43    | 1          | 27,23 | 52    | 2          | 37,44 | 85    | 3          | 46,59 | 116   | 3          |
| Unión del Pueblo Salmantino (UPSa)       | —     | —     | —          | —     | —     | —          | —     | —     | —          | 21,59 | 49    | 1          | —     | —     | —          |

## Transporte
El municipio al igual que muchos de su alrededor no está muy bien comunicado por carretera, existiendo numerosos caminos rurales sin asfaltar y contando con una carretera que lo atraviesa en sentido norte-sur y que permite el enlace con las carreteras SA-214 por el norte y la SA-220 hacia el sur, siendo esta última la que posibilita el acceso a la autovía Ruta de la Plata, que une Gijón con Sevilla, y que está situado a unos 13 km del núcleo urbano en La Calzada de Béjar y que permite dirigirse tanto al norte como al sur peninsulares.
En cuanto al transporte público se refiere, tras el cierre de la ruta ferroviaria de la Vía de la Plata, que pasaba por el municipio de Béjar y contaba con estación en el mismo, no existen servicios de tren en el municipio ni en los vecinos, ni tampoco línea regular con servicio de autobús, siendo la estación más cercana la de Béjar. Por otro lado el aeropuerto de Salamanca es el más cercano, estando a unos 71km de distancia.

## Cultura

### Patrimonio

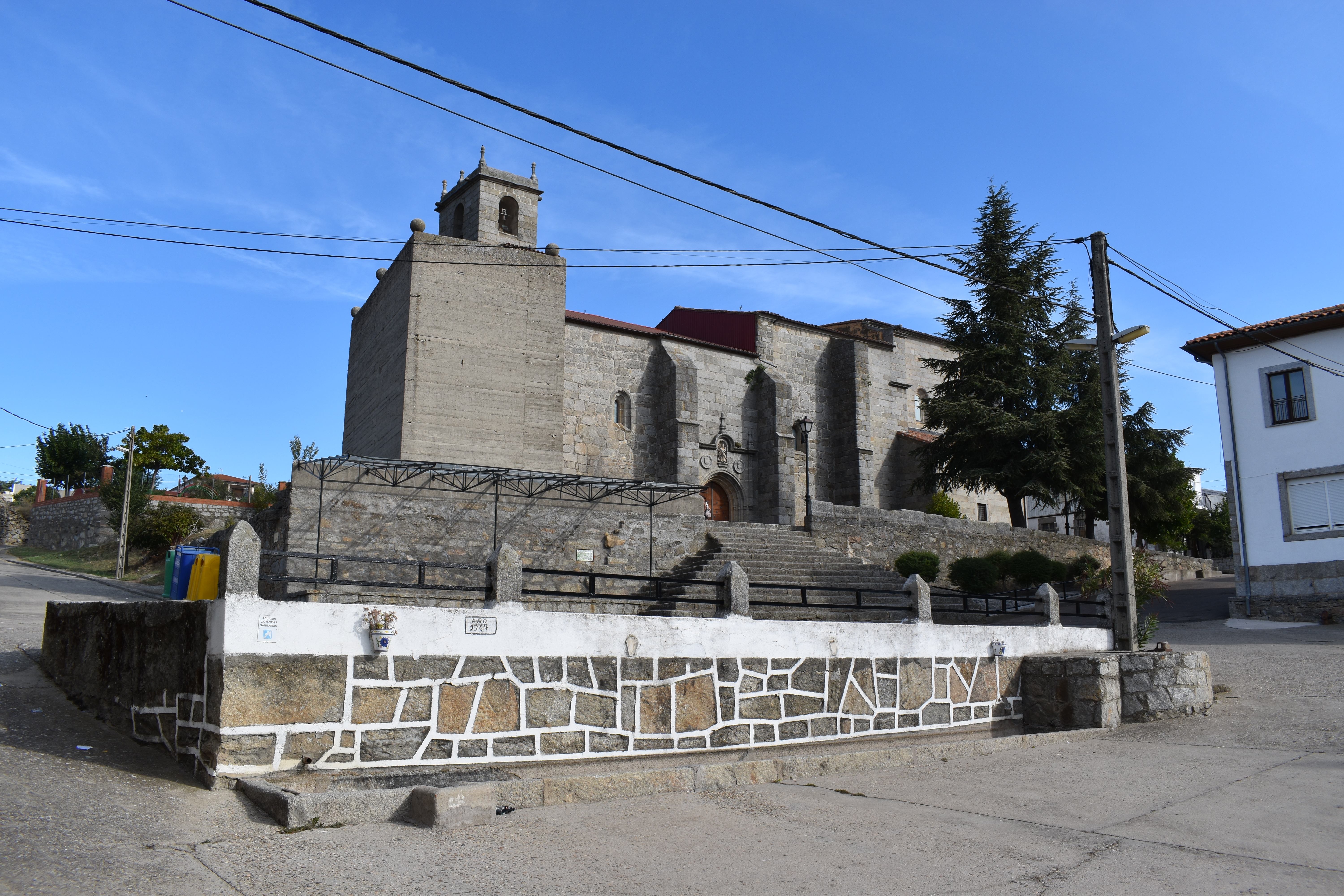
Iglesia de Nuestra Señora de la Asunción

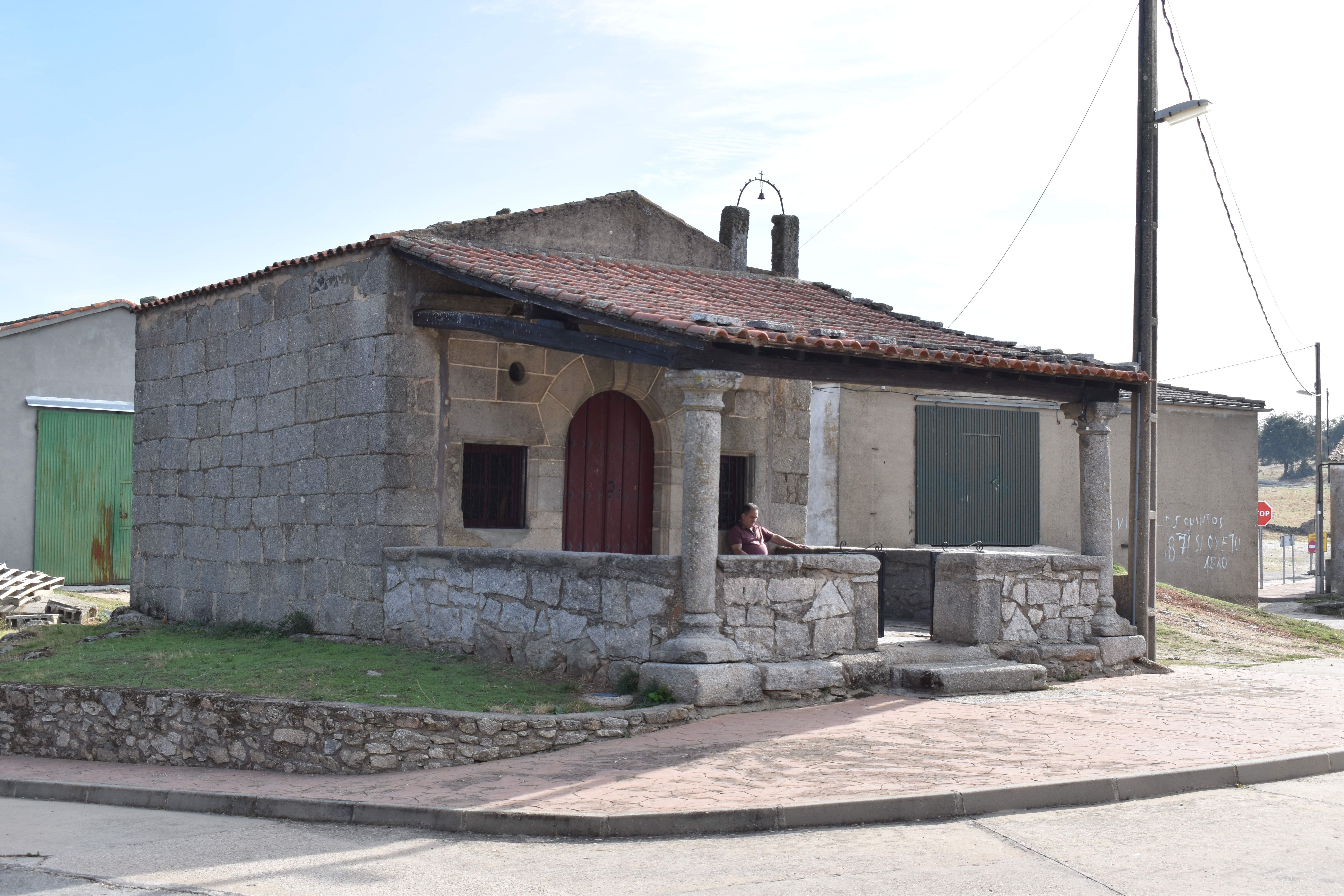
Ermita del Humilladero

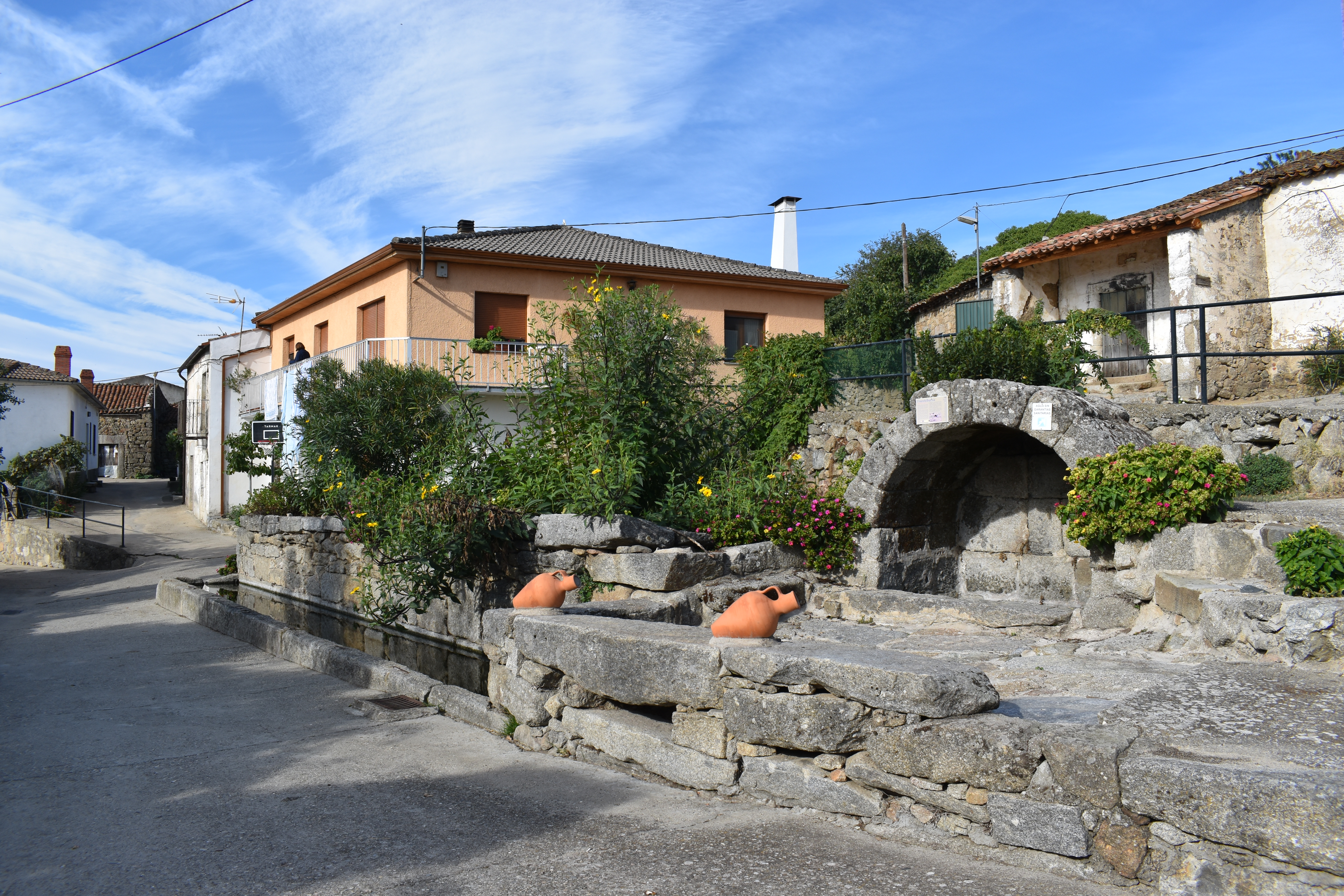
Fuente de la Rosa

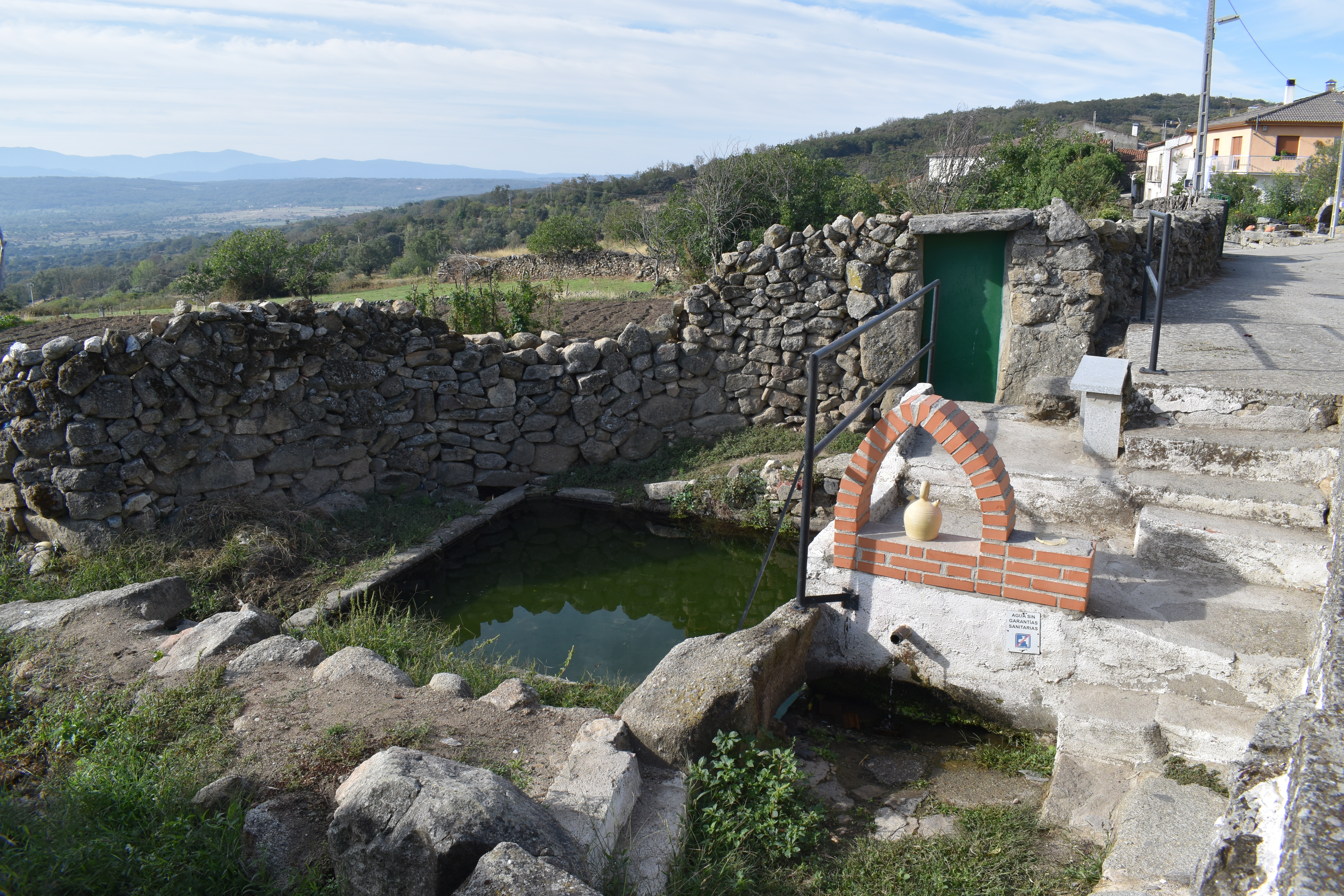
Fuente

Tiene una iglesia de estilo gótico, con una bóveda de piedra de sillería sostenida por cuatro aros de piedra, el piso es de losas, en una de ellas hay una inscripción que dice “Aquí está enterrado un canónigo”, en otra losa hay una inscripción que dice: “año 1785”. Por dentro tiene una superficie de 39x17 metros, o sea, 663 m², para poder alojar a 2652 personas. Junto a la iglesia hay una torre de 25 metros de altura, para subir a dicha torre hay una escalera de caracol con 53 pasos. En dicha torre se encuentra el campanario con dos campanas, una de ellas llamada la grande, la cual cuando la guerra civil, en la toma de Málaga anunciando la victoria, se rompió y fue fundida de nuevo siendo sacerdote de la parroquia D. Julián Heras Sánchez, en dicha campana está la inscripción de la fecha en que fue fundida, con el nombre de D. Julián Heras. También en dicha torre está instalado el reloj del pueblo. La torre termina en cuadrangular, con cinco picú ruchos que terminan en forma esférica.
Su patrona es la Virgen del Carrascal. Lleve este nombre por encontrarse en un monte de encinas. Su ermita está a dos kilómetros del pueblo, tiene una amplia carretera para ir a ella.
Cabe destacar la vieja casona de la calle de las Flores (antiguamente calle Las Eras). Es ejemplo de típica casa de la comarca de la sierra de Béjar,a la que pertenece.

### Fiestas
En la ermita se hacen dos romerías al año, una en el mes de mayo en la que el personal va cantando el Santo Rosario, con música y cohetes. Existe una plaza donde después de hecha la visita a la Santísima Virgen todo el personal toma asiento para empezar a merendar, y suelen llevar buenas viandas de jamón, chorizó de lomo, salchichón, buen queso y chuletas de cordero; el vino que se consume en dicha merienda lo paga el Ayuntamiento.
La segunda romería se celebra el 17 de septiembre. Tiene misa solemne concelebrada por tres sacerdotes, y a ella unos van en coche, otros a caballo y otro a pie. En dicha ermita hay una plaza de toros, y tanto la plaza como la ermita datan del siglo XV, es decir, que esta ermita está hecha antes que la iglesia del pueblo, pues en aquel tiempo el pueblo estaba enclavado en lo que hoy se llama Cabeza del Villar, y hoy todavía se encuentran vestigios de cerámica y algunos miliarios, y sepulturas labradas en piedras, de cuando la invasión morisca.
Tiene dos ferias al año, una en el mes de junio y otra en agosto.